# Inmaculada de Soult
La conocida como Inmaculada «de los Venerables» o Inmaculada «de Soult» es un cuadro del pintor español Bartolomé Esteban Murillo, pintado hacia 1678. Se conserva en el Museo del Prado de Madrid desde 1941, donde destaca como una de las obras más importantes de la última etapa del maestro.

## Historia y descripción
Autor de numerosas Inmaculadas, esta es posiblemente la última que Murillo pintara siguiendo la misma fórmula ideal que venía empleando desde sus primeras aproximaciones al tema: la Virgen vestida de blanco y manto azul, con las manos cruzadas sobre el pecho, pisando la Luna y la mirada dirigida al cielo. La composición, como en este caso, suele presentar un claro impulso ascensional, muy barroco, que coloca a la figura de la Virgen María en el espacio empíreo habitado de luz, nubes y ángeles, aunando dos tradiciones iconográficas: la de la Inmaculada propiamente dicha y la de la Asunción. 
Es llamativa en esta Inmaculada como en otras del pintor la desaparición de los tradicionales símbolos de las Letanías lauretanas, oración mariana que se asocia muy frecuentemente con la iconografía inmaculista; si bien en este caso, los símbolos omitidos en la pintura sí se representaron en su marco. En el lienzo, en lugar de ellos, Murillo ideó en torno a María una gran gloria de ángeles, pintados en las más variadas actitudes con una pincelada muy deshecha, que logra fundir las figuras con la atmósfera celestial. Los rostros de la Inmaculada y de los ángeles parecen muy realistas, pues difieren de la belleza clásica de las estatuas antiguas y se aproximan a los tipos físicos de la época, pero se plasman con una calculada idealización.
La pintura fue encargada según Ceán Bermúdez por Justino de Neve para el Hospital de los Venerables de Sevilla, fundado por él en 1675; se la conoce también por ello como Inmaculada de los Venerables. Durante la Guerra de la Independencia, en 1813, fue expoliada y llevada a Francia por el mariscal Soult, quien la retuvo entre sus bienes hasta su fallecimiento en 1851; de este hecho proviene su otro sobrenombre. Como dato curioso, Soult dejó en los Venerables el marco original de la obra, una lujosa moldura con las Letanías lauretanas talladas en relieve y policromadas; se conserva en su lugar original y ha sido restaurado hace pocos años. El escritor Balzac vio el cuadro en la residencia de Soult y dijo elogiosamente: «entre las cosas que pueden recordar la gloria del primer amor, están la vista del lago de Brenne, algunos motivos de Rossini, la Virgen de Murillo que posee el mariscal Soult...».
Los herederos de Soult subastaron la pintura en 1852, atrayendo a pujadores tan ilustres como el zar Nicolás I de Rusia y la National Gallery de Londres; fue adquirida por el Museo del Louvre por la formidable cifra de 615 000 francos, lo que la convertía presumiblemente en la más cara del mundo hasta entonces. Se expuso casi durante un siglo en el Museo del Louvre, habitualmente en una sala principal, rodeada de otras obras maestras; pero a lo largo de este periodo el arte de Murillo fue perdiendo estimación a medida que la ganaban otros pintores como Diego Velázquez y Francisco de Goya, tomados como referentes por los impresionistas. Este declive en su valoración ayuda a explicar que el Régimen de Vichy accediese a entregar la Inmaculada de Murillo a Franco dentro de un intercambio de obras de arte en 1941, junto con la Dama de Elche y varias piezas del Tesoro de Guarrazar. El cuadro de Murillo ingresó en el Prado, mientras que las restantes piezas pasaron al Museo Arqueológico Nacional (la Dama, como depósito del Prado en 1971). La Inmaculada de Soult pasó por el taller del Museo del Prado en 1981, para la preparación de una exposición dedicada a este artista, siendo director Federico Sopeña. El entonces restaurador del Prado Antonio Fernández Sevilla, se ocupó de su tratamiento superficial. Durante 2009 la obra fue sometida a un más complejo proceso de restauración en los talleres del museo.
Murillo obtuvo renombre gracias a su dominio del claroscuro en la tradición sevillana así como la delicadeza manejada en sus rostros, motivo que le hicieron acreedor de muchos encargos de carácter devocional.